# デヴィッド&サンディ・レイノルズ・ワスコ
デヴィッド・ワスコ（David Wasco）とサンディ・レイノルズ・ワスコ（Sandy Reynolds-Wasco）は、アメリカ合衆国のプロダクションデザイナーとアートディレクターの夫婦である。
『レザボア・ドッグス』（1992年）、『パルプ・フィクション』（1994年）、『キル・ビル』（2003-2004年）、『イングロリアス・バスターズ』（2009年）といったクエンティン・タランティーノ監督作品への参加で知られる。デイミアン・チャゼル監督作『ラ・ラ・ランド』（2016年）の美術により、美術監督組合賞現代映画プロダクションデザイン賞、放送映画批評家協会賞美術監督賞、アカデミー賞美術賞などを夫婦共に受賞した。